# Arte invisual
El arte invisual es un género de arte que existe de forma distinta a las obras de arte, ya sean materiales o inmateriales.

## Interpretaciones
Las propiedades del arte invisual no se ajustan a las características ni cumplen los criterios del arte visual. El arte invisual no es un movimiento artístico, sino más bien un género de arte en el cual pueden existir diferentes formatos y lenguajes, que incluye una gran diversidad de prácticas y movimiento artístico. El arte invisual representa un cambio de paradigma en el arte. Esto lleva a la conclusión de que la obra de arte es solo un formato entre otros y que implícitamente el arte visual no es todo el arte, sino solo una parte. 
Los enfoques que pueden considerarse invisuales están arraigados en la realidad al punto de que no siempre se pueden distinguir de lo que los rodea. Como este arte prescinde de la obra de arte, también prescinde de la exposición y del mercado del arte.
En su artículo, Kevin Bideau cita a Corina Mila Chutaux, según la cual las prácticas invisuales son «prácticas artísticas heterogéneas que tienen en común el rechazo a la producción de objetos de arte». Corina Mila Chutaux aborda las «artes invisuales», una «categoría de arte que se construye en oposición al arte visual».

## Origen
Un encuentro entre los artistas Alexandre Guritay Ricardo Mbarkho tuvo lugar en 1998 cuando eran estudiantes en la École nationale supérieure des beaux-arts de Paris (ENSBA). Experimentaron enfoques artísticos inéditos para liberarse de las enclaves del arte contemporáneo. Sus exploraciones llevaron al nacimiento de un nuevo género de arte, que Alexandre Gurita llamó "arte invisual" en 2004. Este último había observado en París, entre los años 1998 y 2000, actitudes, proyectos y enfoques artísticos que existían de manera distinta a las formas de arte visual y, en particular, a las obras de arte, denominadas entonces como «performance», «happening», «situaciones» o «arte conceptual». Mientras que estas prácticas estaban bien definidas en la historia del arte, Gurita comprendió que era necesario encontrar un concepto adecuado para las prácticas invisuales.

## Instituciones basadas en el arte invisual
La Bienal de París enumera y valora a artistas invisuales desde el año 2000.
La Escuela Nacional de Arte de París (ENDA) es una escuela basada en la mentalidad del arte invisual. Cuenta con una Línea de Investigación y Experimentación (LDRE) dedicada a ello.
La Escuela Europea para la Integración de Migrantes a través del Arte (EEIMA), con sede en Bruselas, considera el arte invisual como un medio de adaptación de los migrantes en Europa.
El Centro de Documentación, Investigación y Aplicaciones de Ofensivas (CDRAO) destaca al perturbacionismo como el primer movimiento de arte invisual.

## Eventos
Se llevan a cabo numerosos eventos que exploran el arte invisual bajo los auspicios de la Bienal de París:
- Bienal de París en Chipre,[9] del 20 al 23 de octubre de 2010 en Nicosia, Chipre.
- Bienal de París en Nueva York,[9] del 24 de septiembre al 8 de octubre de 2011 en Nueva York, Estados Unidos.
- Coloquio «¿Qué colección de arte para el futuro II?»,[13] el 6 de marzo de 2015 en París, Museo de Arte Moderno de París .
- Serie «French Theory: The (In-)visuality Series»,[14] el 15 de octubre de 2015 en Nueva York.
- Bienal de París en Beyrouth,[15] del 27 de junio al 3 de julio de 2016 en Beirut, Líbano.
- Bienal de París en Guatemala,[16] del 1 al 11 de noviembre de 2017 en Ciudad de Guatemala, Guatemala.
- Primer Foro Mundial de las Economías del Arte (FoméA), del 22 al 24 de junio de 2018 en el Hôtel de Ville de París.
- El coloquio internacional sobre arte invisual, el 14 de noviembre de 2022 en Abiyán, Costa de Marfil.

## Algunos artistas invisuales
- Alexandre Gurita

El artista practica la captura institucional, una categoría de arte invisual. Este artista considera el sistema del arte como un material de trabajo que forma parte de su propia práctica. La actividad de Alexandre Gurita consiste en trabajar con otros profesionales para lograr una modificación radical del arte utilizando todos los medios legales y no tan legales. Para ello, adopta la estrategia del agua y la asimetría.
- Ricardo Mbarkho

Fundador del Día del Tabbouleh en 2001, Ricardo Mbarkho es Director de Investigación en la Academia Libanesa de Bellas Artes de Beirut (ALBA) de la Universidad de Balamand. En su trabajo, explora el lenguaje y la comunicación en un entorno geopolítico y sociopolítico que utiliza como medio desestetizado. Hoy en día, el día es celebrado por millones de personas en todo el mundo, ya sea en privado o en público, o incluso mentalmente como un estado de ánimo. Este trabajo no proviene de una tradición contemporánea del arte, sino de un enfoque que sucede a las estéticas de la información, la comunicación y las relaciones.
- Sylvain Soussan

El artista Sylvain Soussan se inscribe en el panorama artístico liderando una empresa artística como proveedor de museos. Puede propone creaciónes de espacios, como cabinas para su usar su teléfono en salas de exposición,o áreas para fumadores. Su empresa artística ofrece servicios de manejo, enmarcado y restauración de obras y públicos. El museo de las nubes es otra empresa artística del artista que desarrolla un enfoque ecológico del arte.
- Auguste Legrand

El artista creó la Guía Legrand de los Buffets de Vernissages, en la cual presenta y comenta las inauguraciones de exposiciones de arte asignándoles calificaciones en el estilo de la Guía Michelin: «Elegir un buen buffet de inauguración no es tarea fácil. Después de muchos años de investigación ardua y difícil, hemos llegado a la conclusión de que se deben tener en cuenta cinco elementos fundamentales: el lugar, los discursos, el servicio, la mesa, la conversación. Estos elementos también son importantes. Un servicio impecable y una hermosa mesa pueden ser arruinados por la impresión desastrosa dejada por discursos interminables.»
- Hubert Renard

El artista pone en duda la materialidad de la obra y sacude los elementos que la rodean y la hacen existir, su «paratexto». Construye su propia y posible carrera artística acumulando documentación (publicada o no) en forma de catálogos, carteles, tarjetas de invitación, fotografías de exposiciones, inauguraciones, instalaciones, artículos de prensa, conferencias, correspondencia, etc. Los archivos aumentan regularmente, año tras año, a medida que el artista produce nuevas exposiciones. Para la Bienal de París 2006, el artista presenta su última exposición «El Fin del Mundo», una retrospectiva organizada por la Fundación Rosario Almara en 1996 en Pully, Suiza.
- Jean-Baptiste Farkas

El artista propone instrucciones de uso y actos. Afirma: «Es porque está constantemente sometido al trabajo por orden de la realidad que la práctica artística me parece, por naturaleza, más propensa a decepcionar que la teoría».
- Bernard Brunon

El crítico de arte Stephen Wright afirma sobre el artista Bernard Brunon: «Su práctica, que describe de manera bastante jovial como «soporte-superficie obrero», se desarrolla en forma de una empresa de pintura en la construcción, registrada bajo el nombre de «¡Eso es Pintura!», que el artista fundó en Houston en los años 80, inicialmente para tener una razón social y poder ganarse la vida en la metrópolis texana».
- Gary Bigot

Considerado uno de los pioneros del arte invisual, el artista Gary Bigot ha adoptado en su enfoque cuatro resoluciones radicales: no producir por sí mismo, no promocionarse a sí mismo, no obtener beneficios para sí mismo, no tener propiedad personal.
- Gilbert Coqalane

El artista utiliza la perturbación como un lenguaje o incluso como un idioma. El artista define la perturbación como una modificación de lo real. Un conjunto de perturbaciones constituye una ofensiva. Él es el iniciador del movimiento Perturbacionista inaugurado en Nancy en 2021 y del CDRAO (Centro de Documentación, Investigación, Aplicación de Ofensivas), un lugar para crear, desarrollar y promover la perturbación y la ofensiva como una acción artística.
- Elisa Bollazzi

La artista ha estado realizando recolecciones de obras de arte desde 1990, a las que llama «microelementos». Actúa como una especie de parásito y no crea nada. No añade nada a lo que ya existe. La artista opera en exposiciones, galerías y museos de todo el mundo. Cada recolección tiene su propia ficha práctica y se archiva cuidadosamente. La artista instala lo que llama «Gabinetes de Miradas» en lugares de arte y también invita al público a observarlos con un microscopio. La artista trabaja con la noción de lo invisual.
- Mariem Memni

La artista ha creado el chata, una práctica invisual que puede definirse como un «proceso de conversión de energía negativa a energía positiva, que garantiza la armonía dentro de un grupo». Ella lleva a cabo una práctica llamada «lifeformance», una especie de actuación a escala de vida.

## Citas y reflexiones
- Alexandre Gurita: «La obra de arte no es una obligación, es una opción.»[18]
- Ricardo Mbarkho: «Cada uno tiene del arte lo que el arte tiene de sí mismo.»[36]
- Ghislain Mollet-Viéville: «Para mí, existe una obra de arte invisual global construida por la Bienal de París, es la de todos aquellos que participan en ella, con su director como meta-artista. Por lo tanto, es evidente que mientras esperamos la exterminación del arte convencional, los artistas aún pueden contrarrestarlo desde adentro, con impactos dirigidos, y socavar a aquellos que se dedican a él.»[37]
- Sylvain Soussan: «A menudo es más efectivo adoptar una identidad más neutral que la de un artista.»[38]
- Paul Robert: «El deporte es probablemente una de las actividades humanas que se resisten al arte. Como se diría en medicina de una bacteria que es resistente a un antibiótico.»[39]
- Stephen Wright: «En lugar de la obra de arte, algunos privilegian el proceso artístico como portador de sentido, rechazando la subordinación del hacer a cualquier finalidad externa.»[28]